# 手刀打ち

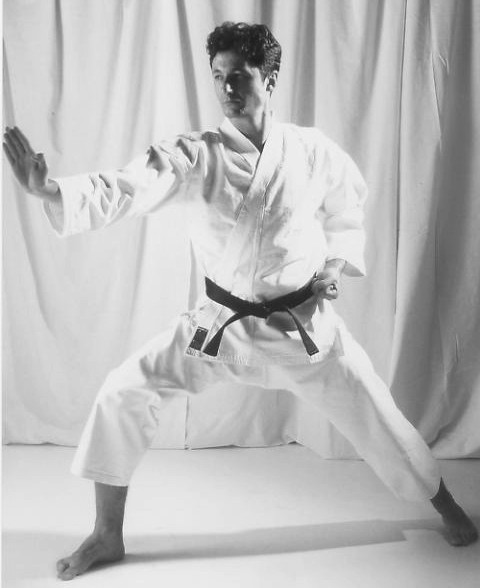
手刀（型：雲手）

手刀打ち（しゅとううち / てがたなうち）は、空手、拳法、合気道、柔道、柔術、プロレスで用いられる打撃技の一種である。チョップ（Chop）、ナイフハンド・ストライク（Knifehand Strike）とも呼ばれている。指を握り込まない開掌の形を刀剣類に見立てて、手刀として相手に打ちつけ攻撃する技術である。特にボクシンググローブを使用しない徒手の格闘技で広く使われる打撃技法である。また、剣道などの武器を使用する武道・武術においても、裏の型や技の応用として用いられる。

## 打撃対象（部位）

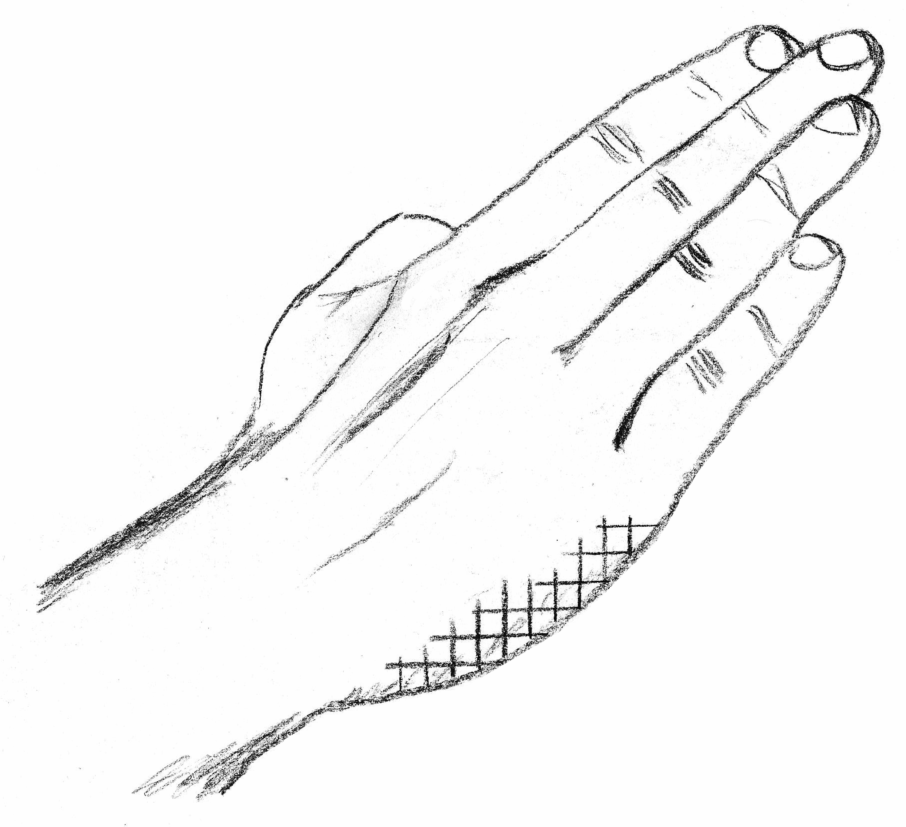
○罫線部分を打ち付けるものが手刀である。

×親指側で打つものは背刀打ちである。

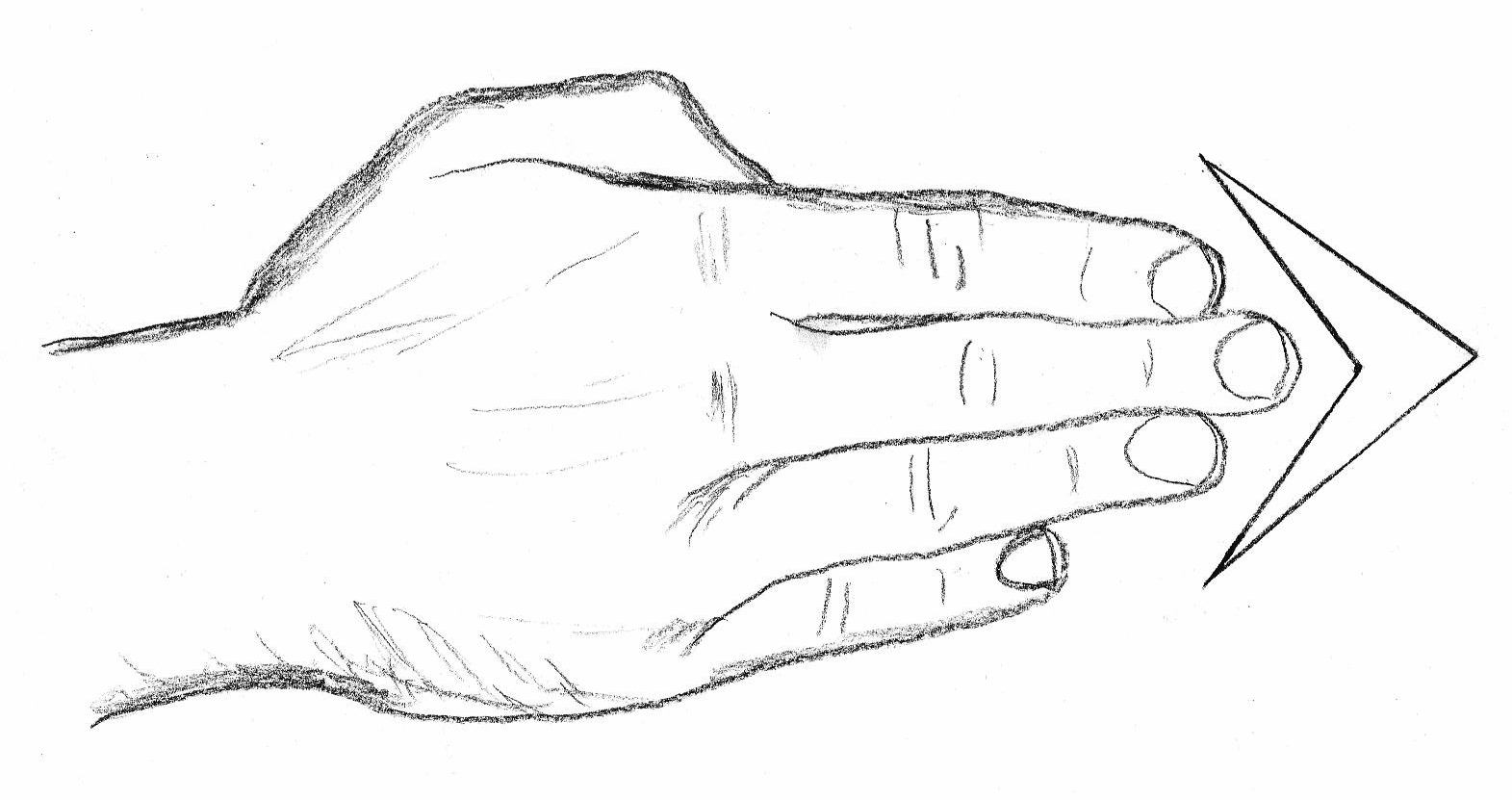
×指先で突くものは貫手である。

手刀打ちは開掌の形で小指側の側面にて相手を打つ技であり、顎・頸部・こめかみなどの急所を正確に狙うのに適している。通常、小指の爪で自らの薬指を傷つけないよう、指を伸ばし指間は密着させる。
- 空手では手刀の親指側で打つものを背刀打ち（はいとううち）と呼び、手刀打ちとは逆方向の軌跡を描いて返し打つ。
- 開掌でも手のひらの付け根（掌底・底掌）で、打つ・突くものは掌底打ち（しょうていうち）と呼び、手刀打ちと区別される。
- 指をそろえて伸ばした状態の指先で突くものは、空手では貫手（ぬきて）という別の技法として扱う。

### 運動方向による区別
空手の基本では、上から打ち下ろす、横から打ちつける動作が一般的とされる。極真会館系では構えからカウンター気味にそのまま手刀を相手の鎖骨部に突き出すものを手刀の鎖骨打ち込みと呼ぶ。防具付き空手では少林寺流錬心舘初代宗家の保勇が編み出した、体を後ろ向きから前に回転させて打つ、螺旋（らせん）手刀打ち（羅旋手刀打ち）」は、総合格闘技で使われるバックハンドブローの原形となった。

### 利点と欠点
手刀（打ち）の利点
突き技とは異なる、斬り付け、払うような軌道でも使用できる。受け技では硬軟両様の受けが可能で、受けた後に手刀掛けで相手の道着や腕を掴み、崩しや投げにつなぐ応用もある。競技試合ではその使用の機会が少ないが、実戦的意味合いからとくに伝統派各流はその習得をなお重視している。
手刀（打ち）の短所
同等の技量であれば、拳による突きに比べ破壊力が劣る。使い方が難しく使用法を誤れば負傷し易い。競技試合では有効打と認められにくい点、グローブ使用の空手・拳法では指を伸ばせず、手刀の形自体が作れない。

## 空手

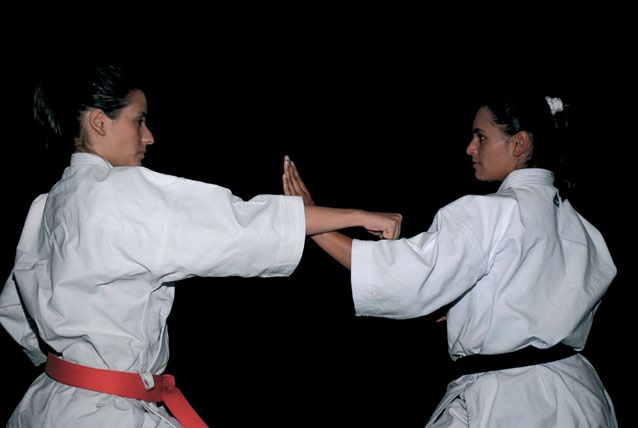
手刀受け（正拳突きを手刀で受けたところ）

手刀は空手の型の場合、打ち技としてより受け技として使われる場合が多い。お互いが向かい合って一対一で戦う近代格闘技の試合では使いにくいためあまり見られないが、伝統派空手の試合などではたまに見られることもある。拳を痛めないため、演武などに使われる場合が多い。また、とっさに使えるため、護身の場合は役に立つという空手師範も多い。
空手の組手の場合（フルコンタクト空手）、手刀よりも打撃力のある正拳の方が有効な場面が多いため多く使われる。

## 柔道
日本の柔道の形の演武や古流柔術、合気道では受けが手刀で打ちかかる場合、短刀を持っていることを表現している場合がある。どちらも釵や短刀、小太刀、居合の抜き打ちなど、武器を使う動きに通じる。
講道館柔道の形では、「講道館護身術」・徒手の部の「両手取」で取（とり）が右手刀を受（うけ）の右霞（右こめかみ）に当てる動作、同・武器の部の「振下」（ふりおろし）では、取が杖をかわして左裏拳に続いて左手刀を受の烏兎（ふと、眉間のこと）に当てる動作、「柔の形」・第二教・斜打で受が右手刀で取の烏兎を打つ動作等がある。

## 柔術
古流柔術における手刀は拇指を人差し指の側に強く付けた手の小指の方の側で打つことが一般的で、主に急所を打つために使われる場合が多い。現存最古で1532年に成立した竹内流にも存在する非常に古い当身の方法である。
ヨーロッパの古流柔術家たちや柔道家たちが柔道のシステムを参考に古流柔術や柔道から競技化した柔術ファイティングでは手刀打ちによる一本、技ありが認められる。

## 諸武道、諸武術
柳生新陰流剣術では、柳生宗矩の『兵法家伝書』に言う無刀の極意に至る前に小太刀の稽古を経て、手刀による稽古へと間合いの感覚を錬磨して最後に無刀勢へと至る。この手刀の段階を手刀勢と呼ぶ。手刀勢では仕太刀は手を刀の様に用いて打太刀の太刀を握る小手を打ち落として相手を制する。
少林寺拳法では手を閉じ、水平にして相手の左首を右手で切るようにして打ちかかり牽制する。

## プロレス

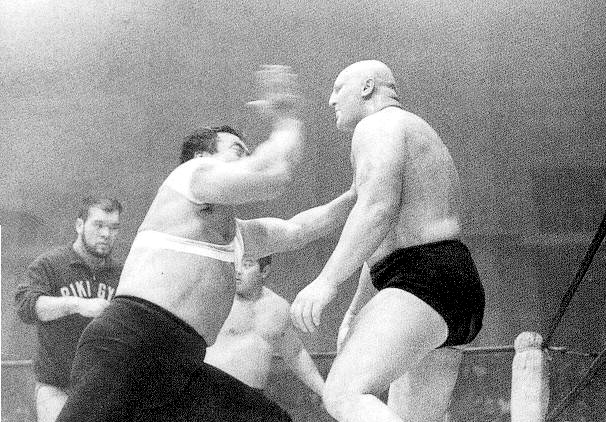
力道山による空手チョップ。

プロレスにおいては戦前、アメリカに渡った柔術や柔道出身の日本人レスラーがプロレスのリングで使用した当身技が元とされている。当時のアメリカでは柔道は知られていたが、空手は今日ほど認識されておらず、そのためアメリカンプロレスにおいては「ジュードー・チョップ（Judo Chop）」の名称がポピュラーだった｡ 
アメリカでは日本において力道山が登場する以前より「チョップ」と呼ばれ使用されていたが、もともと日本国内のプロレスにおいては、掌を広げた状態で首から胸元を張り手で叩く打撃が「チョップ」とされていた。
極真空手の総裁である大山倍達は著書『100万人の空手』の中で、極真会館を創設以前にプロレスラーの力道山と親交があり、彼に手刀技を伝授したと述べている。
大相撲からプロレスに転向した力道山は、自身の張り手を空手の手刀のように振り下ろす形に改良して使い、特に掌を返して逆手の状態で相手の咽喉に打ち込む逆水平チョップや袈裟斬りチョップの威力から、ファンやテレビ中継視聴者に「空手チョップ」の使い手として広く知られていた。この技でプロレス界に確固たる地位を築いた力道山は、「体格に勝る外国人レスラーを空手チョップで倒す」というスタイルで日本全国にプロレスブームを巻き起こした。また、力道山は相手の首根っこ、肩口辺り（頸動脈付近）へ打ち下ろす袈裟斬りチョップも得意としていた。女子レスラーの大森ゆかり、晩年の橋本真也も袈裟斬りチョップを多用していた。
力道山の弟子であるジャイアント馬場も空手チョップを受け継いだが、師匠のよく用いた袈裟切り形のチョップのほか、水平に構えて相手の胸板に横に打ち付ける「水平チョップ（逆水平チョップ）」などのバリエーションを生み、特に高身長の馬場が相手の脳天に上から振り下ろすものは「脳天唐竹割り」と呼ばれるオリジナルの技となった。
これらの技は技の出が早く、連発しやすく、見た目は単純だが、打った反動が自分の腕にそのまま返るため、腕を相当鍛え上げた人間しか満足な威力を得られない。力道山と馬場以降はラッシャー木村や天龍源一郎が使い手となり、天龍は「天龍チョップ」の通称でチョップ技に再び光を与えた。以降は小橋建太、佐々木健介、中西学などが好んで使用しており、小橋は逆水平チョップだけでなく、多種多様なチョップを開発した。
東洋をイメージさせることから、アメリカではミツ・アラカワ、プロフェッサー・タナカ、ミスター・フジなどの日系ヒールや韓国人選手のパク・ソンも使用していた。海外遠征時の日本人選手も日本人らしさをアピールするために、普段は使用しないチョップ攻撃を見せることがあった。
北米出身レスラーではリック・フレアー、ジミー・スヌーカ、リッキー・スティムボートらの「バックハンド・チョップ」、ワフー・マクダニエル、チーフ・ジェイ・ストロンボー、タタンカらインディアン系選手の「トマホーク・チョップ」などが知られている。なお、アブドーラ・ザ・ブッチャーなどが使う地獄突きは、空手の貫手と同様の技である。

### 種類

#### 水平チョップ（逆水平チョップ）

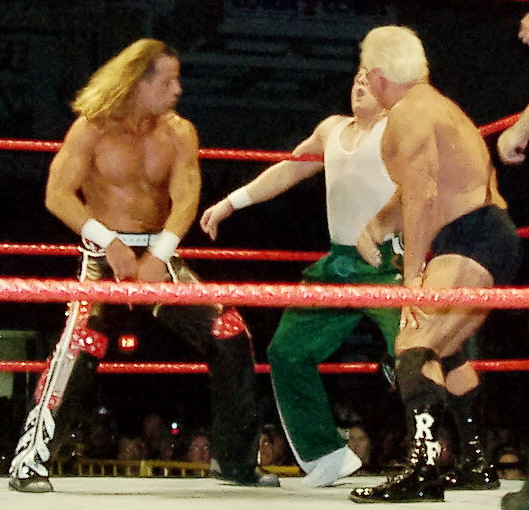
交互に逆水平チョップ（バックハンド・チョップ）を放つショーン・マイケルズ（左）とリック・フレアー（右）。

水平の軌道で腕を横に振るい叩きつけるチョップで、力道山の技が源流とされる。同じ技を言っている場合もあるが、特に「逆水平チョップ」と区別する時は、掌が下に向くものを指し、これを小指側から打ち付けるために腕を振る方向が逆になる。実況では「逆水平」と略して叫ばれることもある。英語圏では「バックハンド・チョップ」「ナイフエッジ・チョップ」と呼ばれている。
ジャイアント馬場が放つものは「ジャイアント・チョップ」、天龍源一郎の場合は「天龍チョップ」とも呼ばれていた。リック・フレアー、小橋建太、佐々木健介、中西学、丸藤正道、潮崎豪、エディ・エドワーズ、ダークネス・タイガーなどが得意とする。

#### 袈裟斬りチョップ
相手の頚動脈や鎖骨あたりを狙って放つチョップ。力道山の得意技で「空手チョップ」とも呼ばれていた。相撲時代に得意だった「張り手」を応用して、空手を習っていた経験から手刀の技法を取り入れて得意技にしていた。
以後は橋本真也や小橋建太などが得意としていた。「頸動脈チョップ」とも呼ばれている。逆水平チョップのようにバックハンドで繰り出される袈裟斬りチョップもある。

#### ローリング袈裟斬りチョップ
小橋建太のオリジナル技。自ら旋回する遠心力を利用し、相手の首筋に逆水平チョップを放つ。橋本真也が使用した「燕返し」も同じ技である。逆旋回式ローリング袈裟切りチョップも存在し、こちらは潮崎豪のオリジナル技。

#### ダブル袈裟斬りチョップ
両手を合掌するように合わせて相手の首筋に放つ袈裟斬りチョップ。小橋建太が放つものは「青春の一撃」という固有名称が付いている。女子では三田英津子が使う「ブレイジング・チョップ」が有名。桜庭和志は総合格闘技の試合でガードポジションから繰り出す「幸せチョップ」を使用したことがある。

#### 脳天唐竹割り
ジャイアント馬場のオリジナル技で「馬場チョップ」「脳天チョップ」とも呼ばれている。身長を利用して脳天に上からチョップを放つ。英語圏では「オーバーヘッド・チョップ」「ブレーン・チョップ」などと呼ばれている。
生前の力道山は頭を鴨居にぶつけて脳天チョップを思いついた馬場に「相手が死んでしまうぞ」と制止していたが、ディック・ザ・ブルーザーとのタイトルマッチに際して解禁に至った。
馬場の愛弟子である田上明も多用していた。ブルーザー・ブロディやグレート・ムタはトップロープからの飛び技として使用していた。全盛期の馬場は打ち下ろす際に大きくジャンプして繰り出すこともあった。

#### トマホーク・チョップ
インディアンギミックのレスラーが繰り出すチョップの総称。
ワフー・マクダニエル、ダニー・リトルベア、チーフ・ジェイ・ストロンボー、ジュールズ・ストロンボー、ジェイ・ヤングブラッド、マーク・ヤングブラッド、クリス・ヤングブラッド、タタンカなどが使用していた。
手刀をトマホーク（斧）に見立てたネーミングであり、バックハンド・チョップ（逆水平チョップ）やオーバーヘッド・チョップ（脳天唐竹割り）など打ち方は様々である。

#### ダブル・チョップ
正面から相手の胸板に両腕で放つ逆水平チョップ。

#### クロス・チョップ

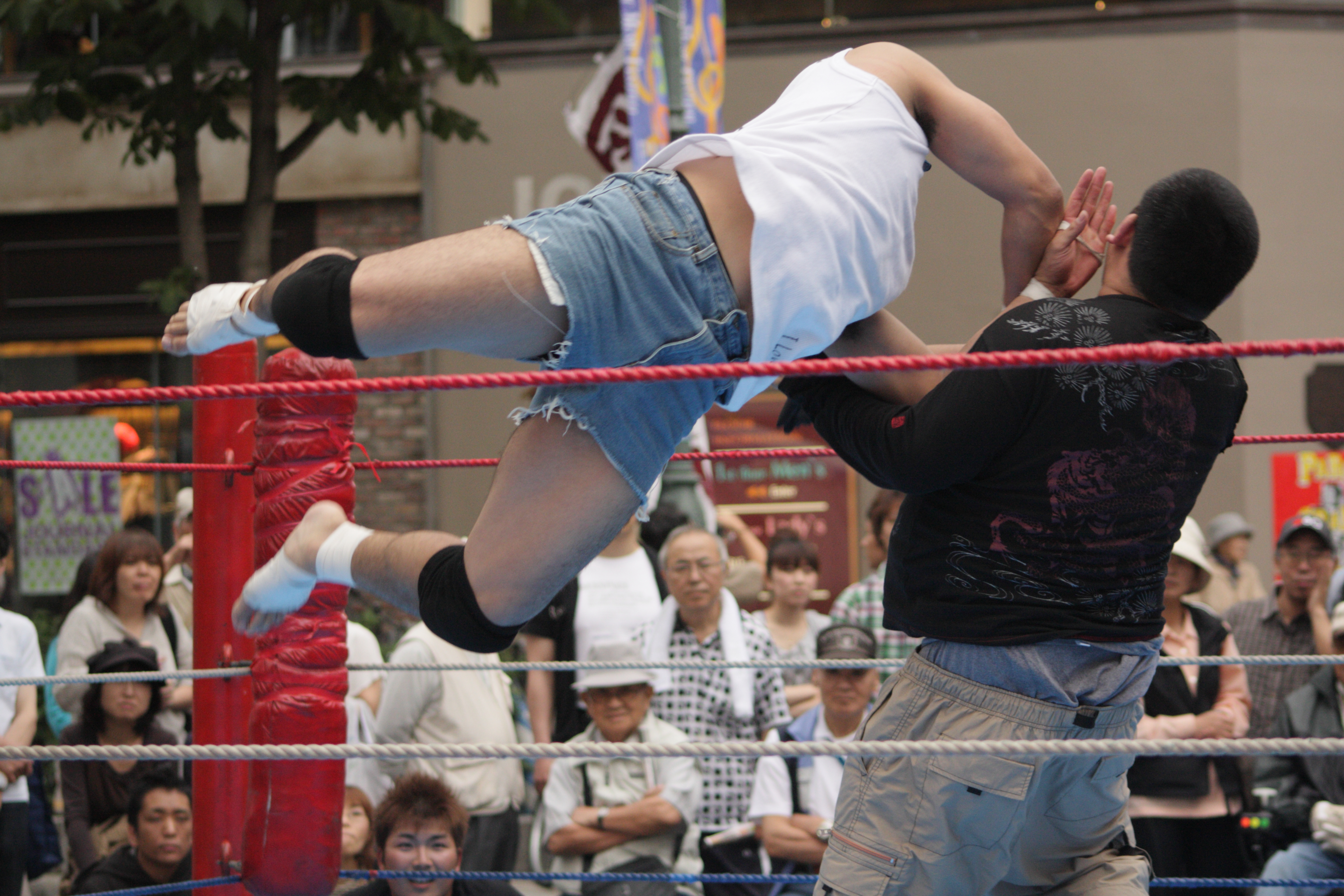
フライング・クロス・チョップ

両手を交差して正面から打ちつけるチョップ。日本では1970年代にラッシャー木村など国際プロレス所属選手を中心に使われ始めた。
ミル・マスカラスは自ら体を投げ出して放つフライング・クロス・チョップを得意としていた。

#### チョップ・スマッシュ
正面から相手の胸板に上から下へ片腕を振り下ろすようにチョップを放つ。袈裟斬りチョップを胸板へ打ち込む形である。実際は掌を相手に打ち付ける場合が多いため、事実上胸板への張り手の様な格好になる。
かつては力道山やジャイアント馬場が使用していたが、以後は百田光雄が数少ない使用者となった。百田はコーナーへもたれかかった相手へ連続して打ち込み、チョップに合わせて観客が手拍子を打つのが定番となっていた。

#### ダブル・チョップ・スマッシュ
正面から両腕を同時に上から下へ振り下ろすように相手の胸板にチョップを放つ。

#### チョップ・ドロップ
マット上に倒れている相手の喉元や胸などに、立った状態からチョップを振り下ろす。自らが倒れこみながら打ち込む場合もある。
小橋建太、天山広吉が使用。ワフー・マクダニエルは「トマホーク・ドロップ」の名称で使用していた。

#### モンゴリアン・チョップ

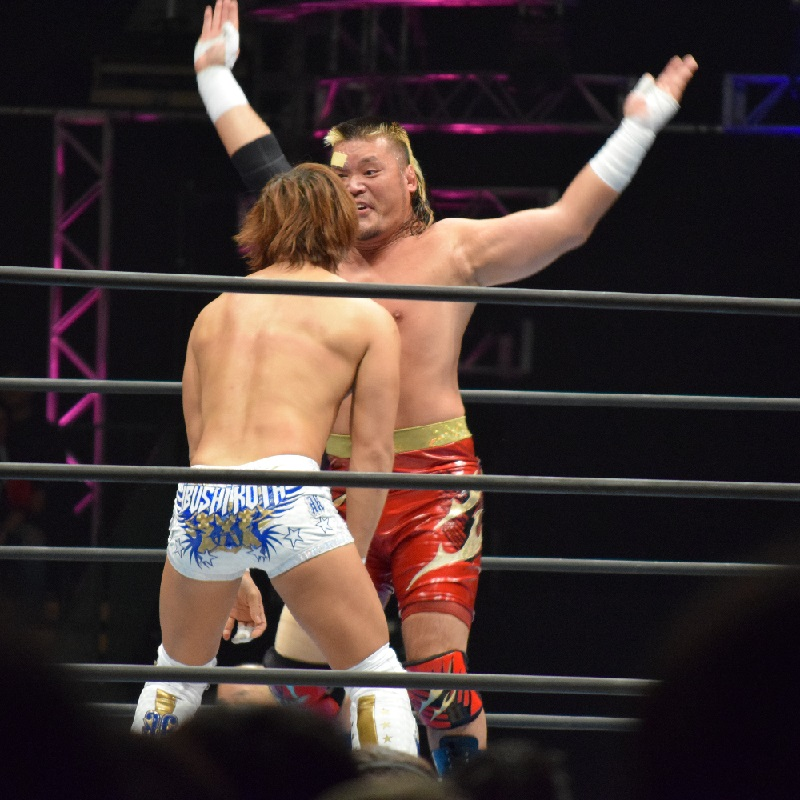
天山広吉によるモンゴリアン・チョップ。

両手を同時に振りかぶり、相手の鎖骨に左右からダブルで放つチョップ。かつて新日本プロレス、ジャパンプロレス、WWFで活躍していたキラー・カーンのモンゴル人ギミックに合わせて呼称されていた。外国人選手ではカーン以前にモンゴリアンギミック（ザ・モンゴルズ）で活動していたマスクド・スーパースターも使用することがあった。
カーンの引退後は天山広吉、モンゴルマン、橋誠、グレート-O-カーン、桜庭和志が使用。桜庭は総合格闘技のリングで使用したこともある。

#### マシンガン・チョップ
高速でチョップを連発する技。コーナーにもたれかかった相手に対して放つことが多い。チョップの種類はさまざまで、水平チョップ、袈裟切りチョップ、チョップ・スマッシュなどがあり、同じ種類のものを連発する。
小橋建太、佐々木健介、小島聡、潮崎豪、エディ・エドワーズらは逆水平チョップのマシンガン・チョップを使用。また、小橋は相手の腕を掴んだ状態でバックハンド式袈裟斬りチョップのマシンガン・チョップも使用した。田上明は通常式の袈裟斬りとバックハンド式の袈裟斬りを交互に放つ、「乱れ打ちチョップ」を使用。さらに川田利明は、相手の腕を掴んだ状態で逆水平チョップを打って相手を倒し、そのまま相手の腕を引っ張り強引に立たせて再び逆水平チョップを打つ「起き上がり小坊師式」を使用。天龍源一郎はグー・パンチと逆水平チョップを交互に繰り返す応用技を披露したことがある。力道山の次男である百田光雄はチョップ・スマッシュでマシンガン・チョップを使用、それに合わせて観客が手拍子をすることから「手拍子付きマシンガン・チョップ」とも呼ばれている。

#### 処刑チョップ
首の後ろを狙って振り下ろすチョップ。

#### 野球チョップ
野球の投球フォーム風モーションから繰り出されるチョップ・スマッシュ。
野球やソフトボールをバックボーンに持つ選手（石井慧介、下村大樹、渡辺未詩、高鹿佑也）、野球ギミックとする選手（タイガースマスクなど）が使用。

#### ワーム

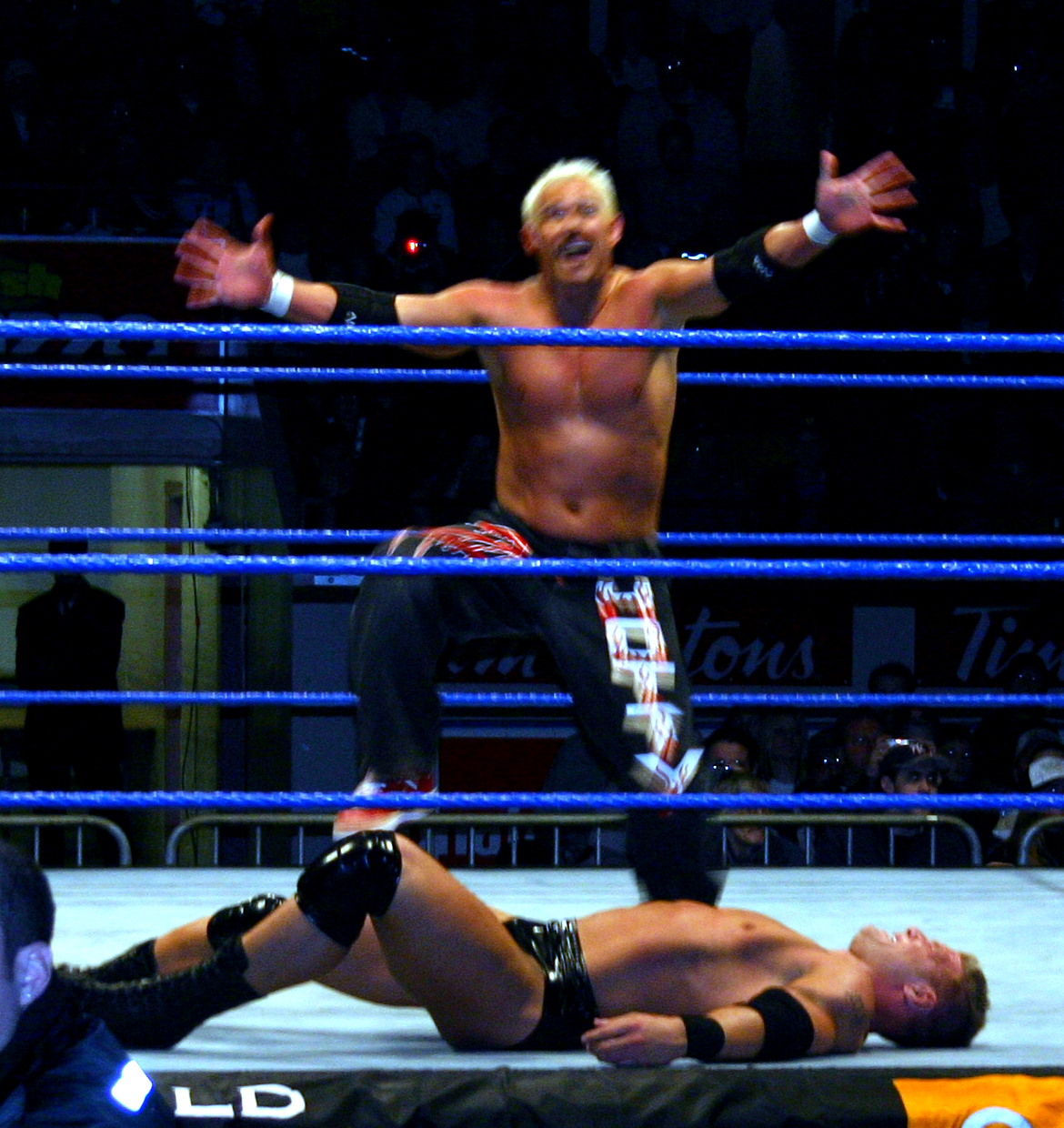
ワームを狙うスコッティ・2・ホッティ。

スコッティ・2・ホッティのオリジナル技。仰向けに倒れた相手に両手を広げて地団駄を踏んで、観客の「W・O・R・M」のチャントに合わせて片足飛びで半周して、技名の通りミミズのように体を屈伸させて相手に向かって進み、観客の「フー、フー」のチャントに合わせて両腕を左右に振って相手の頭部にチョップを放つ。チョップ以外の動作はパフォーマンス要素であり、ダメージには関わらない。

#### 大根斬りチョップ
小橋建太のオリジナル技。相手をバックブリーカーの体勢で抱えて喉元、胸板にチョップを叩き込む。

#### 坂本龍馬チョップ
小橋建太のオリジナル技。ブレーンバスターで担ぎ上げて前方に背面から投げ落として、落ちる寸前に相手の喉元にチョップを叩き込む。技名は初公開がプロレスリング・ノア高知大会であったため、高知ゆかりの坂本龍馬に因んで命名。

#### オールド・スクール

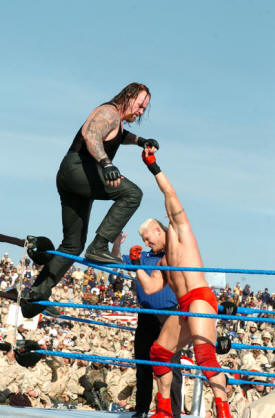
オールド・スクールを狙うジ・アンダーテイカー。

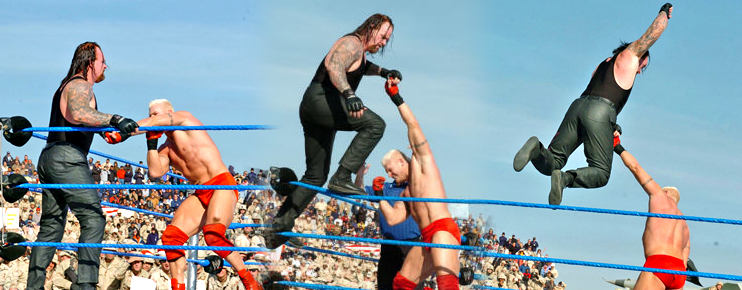
ジ・アンダーテイカーによるオールド・スクール。

ジ・アンダーテイカーのオリジナル技。相手の片腕をねじり上げつつ、自身はトップロープを歩き、飛び降りざまに相手の肩付近にチョップを放つ。師匠のドン・ジャーディンから伝授された。ねじり上げられた腕がトップロープ綱渡りによる負荷でダメージを受け、チョップによってさらに追い討ちを受ける。
ブル・ブキャナンも使用。新崎人生の拝み渡りも同系統の技。

#### 空中元彌チョップ
コーナートップ最上段から飛びつき、相手の肩にまたがった状態で、大見得を切りつつ頭部に放つチョップのこと。狂言方の和泉元彌がプロレスに進出した際に用いたオリジナル技。名前の由来は、もともと「フライング元彌チョップ」という名前だったものを、会見で緊張した和泉元彌が間違って言ってしまったことによる。
本人のインタビューによると、人間のつぼ」を刺激することでダメージを与え、技に入る前に「弓矢八幡討って捨て申す」と前説を入れることでエネルギーを蓄えることができ、威力がパワーアップするとのことである。

### フィクションにおけるチョップ

#### ベルリンの赤い雨
漫画『キン肉マン』に登場するブロッケンJr.が使う一族及び系譜を継ぐ者の必殺技。高速でチョップを放ち、相手の身体を切り裂く。切り裂かれた相手から血が噴出す様をブロッケンJr.たちの故郷であるドイツ・ベルリンの雨の降りそそぐ雰囲気に例えた。